# Erdmann Rudolf Fischer

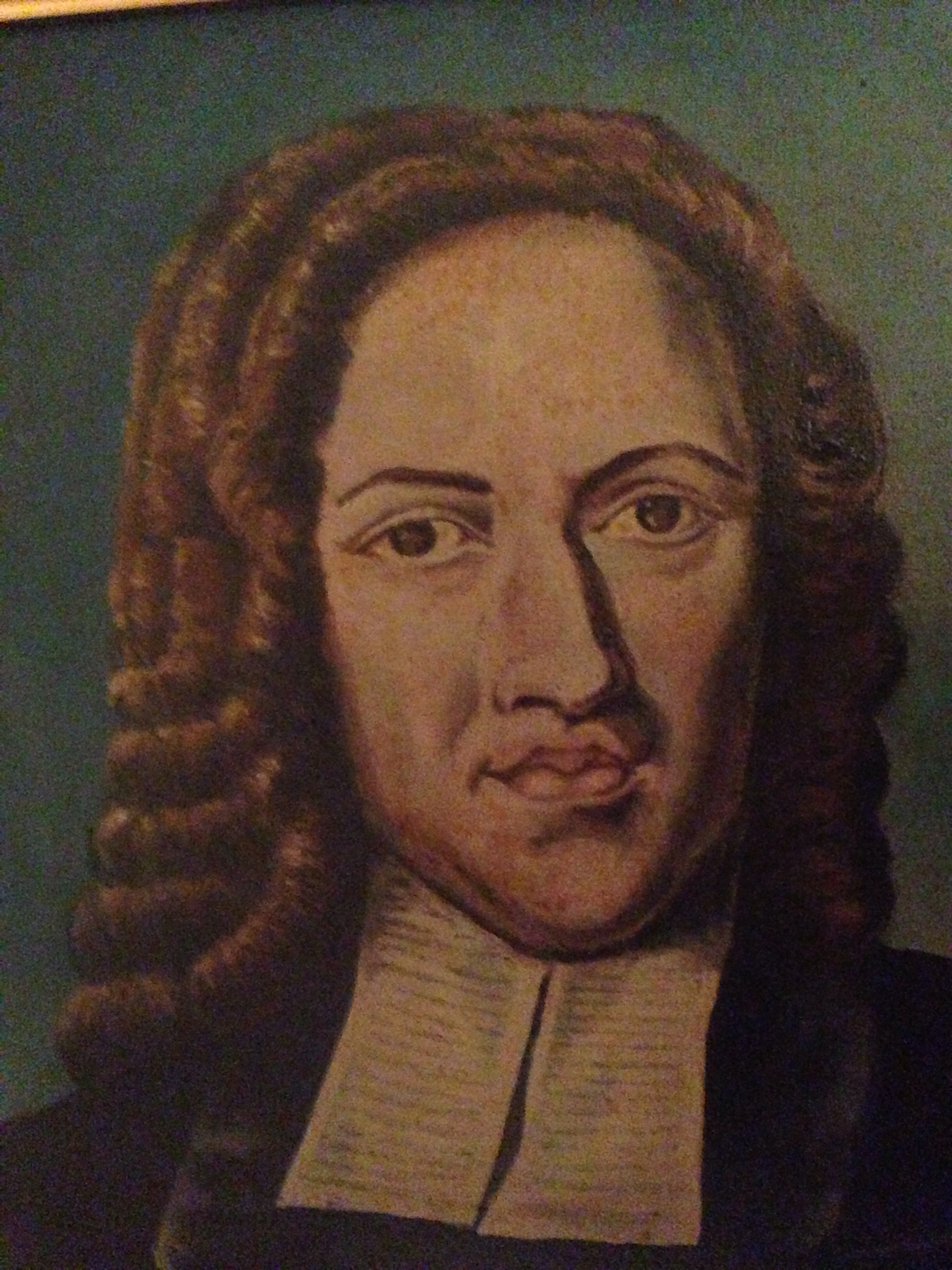
Gemälde von Erdmann Rudolph Fischer (ca. 1948)

Erdmann Rudolf Fischer, auch: Erdmann Rudolph Fischer, (* 28. November 1687 in
Hafenpreppach; † 1. Juni 1776 in Coburg) war ein deutscher lutherischer Theologe.

## Leben
Der aus einem Pfarrhaus stammende Fischer besuchte das Gymnasium in Coburg bei Ernst Salomon Cyprian (1673–1745). Am 29. April 1708 immatrikulierte er sich an der Universität Wittenberg, wo er von Gottlieb Wernsdorf der Ältere zu einem theologischen Vertreter der lutherischen Orthodoxie herangebildet wurde. Aufgrund gesundheitlicher Probleme seines Vaters ging er 1717 als dessen Substitut nach Einberg, wurde 1721 vierter Diakon in Coburg, stieg 1724 zum dritten Diakon, 1726 zum zweiten Diakon auf und wurde 1741 Archidiakon und Senior.
1747 wurde Fischer Beichtvater des Herzogs Franz Josias von Sachsen-Coburg, auf dessen Protektion wurde er 1758 Generalsuperintendent und Konsistorialrat von Sachsen-Coburg. Damit war das Amt des Pastors an der Moritzkirche verbunden und er war Gymnasialprofessor der Theologie am Coburger Casimirianum. Neben einigen Predigten, die vereinzelt erschienen, war Fischer seit 1724 Mitarbeiter an der fortgesetzten Sammlung von alten und neuen theologischen Sachen. Zudem gab er das Coburgische Gesangbuch 1723, 1731 und 1739 neu heraus.

## Werkauswahl

### Schriften
- Vita Joannis Gerhardi, quam e fidis monumentis, maxima ex parte nondum antea editis, atque ex instructissima Serenissimi Ducis Gothani Bibliotheca benignissime secum cowmunicatis, luculenter copioseque exposuit, et ad illustrandam historiam ecclesiasticam, eius qua ille vixit aetatis, direxit. - Accedunt tres et quadraginta cum B. Gerhardi, tum ad eundem Epistolae. Leipzig 1723, Der Verleger liess ohne sein Vorwissen folgendes Titelblatt Vordrucken: Historia ecclesiastica saeculi XVII, in vita Joannis Gerhardi, Theologi incomparabilis, ex monimentis maximam partem nondum editis illultrata. Leipzig 1723
- Ein mit Wachsamkeit im Gebet, des Todes zu allen Stunden wartender christlicher Regent; eine Leichenpredigt. Coburg 1726
- Die ungeänderte Augspurgische Confession, mit einer historischen und theologischen Einleitung. Coburg 1730, 1755
- Des Coburgischen Zions heilige Jubel • Freude, oder eine umständliche Erzählung alles dessen, was bey der Coburgischen Kirche, Gymnasio und Schule zu feyerlicher Begehung des andern Augspurgischen Confessions – Jubels – Festes 1730 vorgenommen worden; nebst angehängten ordentlichen – Verzeichniss derjenigen Personen, welche an liefern Jubel – Fest in allen Collegiis der Stadt gestanden, wie auch allen Geistlichen, welche dazumahl in dem gesammten Fürstenthum gelebet, und dieses Fest gefeyert haben. Mit Genehmhaltung des hochfürstlichen gemeinschaftlichen Consistorii verfertiget und zusammen getragen. Coburg 1731
- Coburgum Φιλοζευου oder Erzählung dessen, was Coburg an den Salzburgischen Gästen und Emigranten gethan. Coburg 1732
- Vollständiges Kirchenbuch auf gnädigste Verordnung der Durchlauchtigsten Fürsten und Herren Herrn Christian Ernst und Herrn Frans Josias Gebrüdere, Herzoge zu Sachsen u.s.w. für die Kirchen und Pfarrer im Fürstenthum Coburg in zwey Theile abgefasset, und so eingerichtet, dass es auch in andern evangelischen Kirchen kann gebrauchet werden. Coburg 1743 Unter der Vorrede steht sein Name.
- Sammlung einiger Canzelreden über verschiedene Stellen der heil. Schrift. Coburg 1746, 2. Th. Coburg 1751
- Richtige Anweisung zum rechten Gebrauch des kleinen Catechismi Herrn D. Martin Luther's sel. wie der in Gott ruhende Herzog zu Sachsen, Ernst der Fromme, denselben erklären lassen, also verfasset, dass der Wortverstand deutlich erkläret, das Ausgeladene ergänzet und alles mit Sprüchen der heiligen Schrift und biblischen Exempeln bewähret wird, als ein kurzer Inbegriff der vornehmsten evangelischen Glaubenslehren und Lebenspflichten in Fragen und Antworten gebracht und mit einer Ordnung des Heils versehen. Coburg 1747
- Das Leben Ernst Salomon Cyprian's, der h. S. D. und des Gothaischen Ober-Consistorii Vice Präsidentens, zum Preiss der göttlichen Vorsorge u. Barmherzigkeit, von einem Liebhaber der Wahrheit annoch bey Lebzeiten des frommen Mannes beschrieben, und von ihm selber verändert, nun aber nach seinem Willen zum Drucke übergeben Leipzig 1749
- Vita Phil. Theod. Verpoortennii, S. S. Theol.. Lic. et Prof. in illustri Gymnasio Coburg, publ. quam breviter strictimque exposuit, eamque religionis, dexteritatis atque diligentiae, in scholastico" requifitae, exemplar, filio suo Jo. Friderico, Lib. A. A. M. qui Lipsiae Scholae Thomanae Conrector nuper evasit, ad intuendum et imitandum proposuit. Coburg 1751
- Friedensgedanken Gottes über sein Volk zur Zeit des Krieges. Coburg 1758
- Memoria Job. Lattermanni. Coburg 1762
- Progr. de - necessaria exulantium hoc tempore plerisque scholis superioribus, Gymnasiis in primis academicis litterarum humanitatis et severioris disciplinae restitutione. Coburg 1772

### Herausgeberschaft
- Job. Lorenz Mosheim’s Gedanken über die Lehre von dem Ende der Höllenstrafen. mit einer Vorrede. Coburg 1728
- E. S. Cypriani de eligenda inter Christianos religione dissidentes sententia brevis Consultatio; ob argumenti praestantiam et saeculi nostri genium seorsum excusa; cum praefatione. Coburg 1734